# Townsendiella
Townsendiella  (лат.) — род пчёл, включающий 3 вида из подсемейства Nomadinae семейства Apidae. Единственный род трибы Townsendiellini. Названы в честь американского натуралиста Джона Таунсенда. Северная Америка: встречаются в аридных областях от южной Калифорнии до Нью-Мексико (США) и от Нижней Калифорнии (Baja California) до Коауила (Coahuila; Мексика). Мелкие пчёлы с длиной тела 4—6 мм. Клептопаразиты пчёл рода Hesperapis (Dasypodaidae).
- Townsendiella californica  Michener, 1936
- Townsendiella pulchra  Crawford, 1916
- Townsendiella rufiventris  Linsley, 1942